# Cordiera rigida
Cordiera rigida är en måreväxtart som först beskrevs av Karl Moritz Schumann, och fick sitt nu gällande namn av Carl Ernst Otto Kuntze. Cordiera rigida ingår i släktet Cordiera och familjen måreväxter. Inga underarter finns listade i Catalogue of Life.